# Государственное устройство Финляндии
Государственное устройство Финляндии основывается на республиканской форме правления. Государственное управление Финляндии состоит из высших органов государственной власти, государственной административной системы, муниципальных органов местного самоуправления, независимой судебной системы, иных форм самоуправления и форм государственного управления. Исполнительную власть осуществляет глава государства, то есть президент, и Государственный совет, который, в свою очередь, подотчетен парламенту. Региональное управление Финляндии разделено на шесть административных округов и автономную область Аландские острова. Судебную власть осуществляют независимые суды. Служащие государственной административной системы подразделяются на назначаемых служащих, действующих на основе трудового или служебного договора, и на избранных на выборах уполномоченных представителей.
Помимо этого, в Финляндии имеются иные формы самоуправления. Так, самоуправление церковных и религиозных организаций основывается на принципе свободы вероисповедания. Самоуправление университетов распространяется как на преподавание и научную деятельность, так и на административно-финансовые вопросы.

## Высшие органы исполнительной власти
Главой государства Финляндии является президент, избираемый на шестилетний срок путем прямого всенародного голосования. Президент утверждает законы, назначает высших должностных лиц и руководит внешней политикой государства совместно с Государственным советом. Президент является также главнокомандующим вооруженными силами Финляндии.
Управление государством, то есть исполнительная власть, осуществляется президентом совместно с Государственным советом, главой которого является премьер-министр. В Государственный совет также входят около двенадцати министров и канцлер юстиции. Государственный совет вместе с президентом образуют правительство страны, однако в обыденном языке Государственный совет обычно называется правительством Финляндии. Подготовка государственного бюджета и разработка законопроектов частично осуществляется в подотчётных министрам министерствах.
Правительство несёт ответственность перед парламентом — Эдускунтой. В соответствии с Конституцией Финляндии, высшая государственная власть принадлежит Эдускунте, которая принимает законы, утверждает государственный бюджет и избирается гражданами Финляндии на основе парламентских выборов.

## Государственная административная система

### Региональное управление
Региональное управление Финляндии разделено на шесть административных округов и автономную область Аландские острова. Административным округом руководит глава региона. Общее управление административными округами относится к ведомству министерства финансов.
- Административный округ Южной Финляндии
- Административный округ Восточной Финляндии
- Административный округ Лапландии
- Административный округ Юго-западной Финляндии
- Административный округ Западной и Внутренней Финляндии
- Административный округ Северной Финляндии
- Автономная область Аландские острова

Также к основным региональным административным ведомствам относятся центры экономического развития, транспорта и окружающей среды (ELY-keskukset).

### Местное самоуправление
Муниципальное самоуправление на региональном уровне осуществляется областями. Финляндия делится на 19 областей, из которых Аландские острова имеют особый статус. Главным подразделением, отвечающим за интересы и планирование областей, является областной союз. Областной союз представляет собой установленные законом муниципальные объединения, которые действуют согласно принципам местного самоуправления. Согласно реформе регионального управления, муниципальные объединения отвечают за развитие региона. Союзы действуют на международном уровне и отвечают по большей части за реализацию программ структурного фонда Европейского союза.

### История регионального управления
До 2010 года существовало губернское правительство. В губернской администрации не было избираемых на выборах представителей, а президент назначал главу губернского правительства – губернатора. Новое деление на губернии действовало с 1997 года, когда была проведена губернская реформа, до 2009 года. До реформы существовало 11 или 12 губерний, в зависимости от того, считались ли Аландские острова губернией или отдельной областью.
Для местного самоуправления губернии были разделены ещё на 90 уездов. Разделение на уезды действовало с 1 декабря 1996 года по 31 декабря 2007 года. Но разделение на уезды в местном самоуправлении не было полностью прекращено, поскольку уезды использовались и позже в качестве основного разделения при принятии государственных решений о реформировании. Например, Указ Государственного совета об области действия магистратов (2006 год) все ещё опирается на разделение уездов.

## Муниципальное самоуправление
Основной единицей местного самоуправления является муниципалитет, которых в 2020 году насчитывалось 310. Целью муниципального деления является жизнеспособная, территориально целостная муниципальная система с функционирующей инфраструктурой, в которой каждый муниципалитет предоставляет рабочие места или другую деятельность и имеет достаточные условия для организации услуг для жителей муниципального образования.
Высшим органом муниципального управления и финансов является муниципальный совет, который избирается каждые четыре года на общих, равных и тайных муниципальных выборах. Основная задача муниципального совета — принимать решения о доходах и расходах муниципалитета. Исполнительным органом решений муниципального совета является муниципальное правительство, члены которого избираются пропорционально в соответствии с распределением мест в совете. Муниципальное правительство также подготавливает дела для рассмотрения совета. Градоначальники и другие высокопоставленные должностные лица выступают в качестве докладчиков муниципального правительства. Различные комиссии помогают правительству в его деятельности. Состав комиссий формируется по примеру муниципального правительства.
Количество муниципалитетов уменьшилось в связи с объединением муниципалитетов, особенно в 2000-х годах.

## Судебная система
Судебная власть осуществляется независимыми судами. Суды принимают решения о законности или незаконности действий в каждом отдельном случае.
Судебная система Финляндии делится на суды общей юрисдикции, административные суды и специализированные суды. По правовому статусу суды общей юрисдикции делятся на cуды первой инстанции (районные суды), апелляционные суды и высшую инстанцию – Верховный суд. Суды общей юрисдикции рассматривают уголовные дела, гражданские дела и различные заявительные вопросы. То есть из процессуальных законов применяется гражданское и уголовное судопроизводство.
К административным судам относятся административные суды первой инстанции (региональные суды) и Верховный административный суд. Они являются судами общей юрисдикции по административным делам и их деятельность относится к административному процессу.

## Иные формы самоуправления
Помимо муниципального самоуправления, к автономным обществам и организациям в Финляндии относятся автономная область Аландские острова, церковь, религиозные общины, а также университеты.
Самоуправление церквей и религиозных общин основывается на прописанном в конституции принципе свободы вероисповедания. Евангелическо-лютеранская и православная церковь Финляндии имеют особое государственное положение.
Самоуправление университетов распространяется как на научную деятельность и преподавание, так и на административно-финансовые вопросы. У университетов есть право назначать своих преподавателей и руководящие органы.

## Иные формы государственного управления
К иным формам государственного управления относятся организации, которые не являются государственными органами, но несмотря на это выполняют государственные задания и наделены государственной властью. К таким организациям относятся охотничьи хозяйства, лесные хозяйства и службы технического осмотра автомобилей.